# Delta Aurigae
Delta Aurigae (δ Aur / δ Aurigae) è una stella gigante arancione di magnitudine 3,74 situata nella costellazione dell'Auriga. Dista 140 anni luce dal sistema solare.

## Osservazione
Si tratta di una stella situata nell'emisfero celeste boreale. La sua posizione è fortemente boreale e ciò comporta che la stella sia osservabile prevalentemente dall'emisfero nord, dove si presenta circumpolare anche da gran parte delle regioni temperate; dall'emisfero sud la sua visibilità è invece limitata alle regioni temperate inferiori e alla fascia tropicale. Essendo di magnitudine 3,7, la si può osservare anche dai piccoli centri urbani senza difficoltà, sebbene un cielo non eccessivamente inquinato sia maggiormente indicato per la sua individuazione.
Il periodo migliore per la sua osservazione nel cielo serale ricade nei mesi compresi fra fine ottobre e aprile; nell'emisfero nord è visibile anche per un periodo maggiore, grazie alla declinazione boreale della stella, mentre nell'emisfero sud può essere osservata limitatamente durante i mesi dell'estate australe.

## Caratteristiche fisiche
La stella è una gigante arancione di classe spettrale K0III avente una massa un po' meno del doppio di quella del Sole ma con un raggio 12 volte più esteso. Possiede una magnitudine assoluta di 0,57 e la sua velocità radiale positiva indica che la stella si sta allontanando dal sistema solare.
Due stelle di magnitudine 10 e 11 sono compagne visuali di Delta Aurigae, una di queste è a sua volta doppia, ma l'osservazione del moto proprio nel corso degli anni mostra che non sono legate gravitazionalmente alla stella ma sono solo apparentemente vicine in cielo viste dalla Terra.